# 24226 Sekhsaria
24226 Sekhsaria là một tiểu hành tinh vành đai chính với chu kỳ quỹ đạo là 1997.5956717 ngày (5.47 năm).
Nó được phát hiện ngày 7 tháng 12 năm 1999.